# Bengal Super League
La Bengal Super League (BSL) è una lega di calcio professionistica maschile in franchising nello stato del Bengala Occidentale, in India, organizzata dalla Indian Football Association e dalla Zee Entertainment Enterprises Ltd.

## Storia
Il campionato è stato lanciato ufficialmente l'8 luglio 2025 al The Lalit Great Eastern di Calcutta dall'IFA in collaborazione con la società di gestione sportiva Shrachi Sports. L'obiettivo è quello di creare un percorso calcistico strutturato per i talenti a livello distrettuale e professionalizzare il calcio nel Bengala oltre Calcutta.
Il logo ufficiale della BSL è stato svelato durante l'evento di lancio. Rappresenta lo spirito competitivo, l'energia del calcio di base e la ricca tradizione calcistica del Bengala.
Ogni squadra formerà la propria rosa attraverso un sistema di selezione dei giocatori. Saranno ammessi i talenti locali provenienti dalle competizioni distrettuali e statali. La selezione consentirà anche la selezione di giocatori internazionali e professionisti esperti.

## Formula del torneo
Al campionato partecipano 8 squadre indiane dello stato del Bengala Occidentale. La prima fase è la stagione regolare, in cui ogni squadra disputa 14 partite, 7 in casa e 7 in trasferta in un girone all'italiana. Le prime quattro squadre si qualificano direttamente ai play-off.

## Partecipanti
| Club         | Città | Stadio | Capacità | Fondazione | Esordio   | Note |
| ------------ | ----- | ------ | -------- | ---------- | --------- | ---- |
| Barasat      |       |        |          |            | 2025-2026 |      |
| Berhampore   |       |        |          |            | 2025-2026 |      |
| Durgapur     |       |        |          |            | 2025-2026 |      |
| Haldia       |       |        |          |            | 2025-2026 |      |
| Krishnanagar |       |        |          |            | 2025-2026 |      |
| Malda        |       |        |          |            | 2025-2026 |      |
| Naihati      |       |        |          |            | 2025-2026 |      |
| Siliguri     |       |        |          |            | 2025-2026 |      |